# Горбашов, Алексей Борисович
Алексей Борисович Горбашов (род. 29 ноября 1961, Люберцы, Московская область) — советский и российский музыкант, гитарист.

## Биография

### Детство и юность
Алексей Горбашов родился 29 ноября 1961 года в городе Люберцы Московской области. 
В 1978 году окончил среднюю школу и поступил в Московский институт электронного машиностроения.
На концерте группы «Аквариум» в феврале 1983 года в МИЭМ (издан в составе концертного альбома «Сроки и цены» в 2012 году) вступительное слово (первая дорожка) принадлежит Алексею Горбашову.
С 1986 по 1988 год Алексей Горбашов работал гитаристом в группе «Альфа».

### «Мираж» (1988—1999)
В 1988 году в студии «Звук» и в студии Московского дворца молодежи принимал участие в записи первых песен «Любэ», Дмитрия Маликова и др.
В 1988 году получил предложение от студии «Звук» принять участие в создании песен второго альбома группы «Мираж» Андрея Литягина. Солисткой в то время была Наталья Ветлицкая. В это же время Алексей Горбашов вошёл в число лучших гитаристов СССР по результатам единственного официального хит-парада газеты «Московский комсомолец». Именно в «Мираже», где Алексей работал до 1999 года, ему удалось воплотить всю свою музыкальность и выразить свои авторские идеи.
В 1989 году на студии «Гор-Холл» города Таллин принял участие в записи альбома группы «Маленький принц».

### 1999—2004
С 1999-го по 2004 год гастролировал по странам Европы с Екатериной Болдышевой. 
С 2004 года сотрудничал в качестве продюсера с нидерландским режиссёром Энтони Хёйскампом.

### 2004—2016
Алексей Горбашов был одним из инициаторов и продюсером совместного концерта всех участников группы «Мираж», который состоялся 1 декабря 2004 года в СК «Олимпийский». В 2006 году этот концерт был издан компанией «Квадро-диск» на DVD и CD «Мираж 18 лет». Монтаж видео и постпродакшн этого концерта были произведены в Нидерландах на студии Clipmaker.info Алексеем Горбашовым совместно с режиссёром-клипмейкером Энтони Хёйскампом.
В 2008 году после выхода альбома «Не в первый раз», Андрей Литягин выразил своё неудовлетворение, заявив, что все вокальные партии альбома уже выпускались компанией ООО «Мираж-Мьюзик» в альбоме группы «Мираж» «Брось» (2003) в исполнении Маргариты Суханкиной. Ранее, в 2004 году издательство «Джем» предложило Литягину завершить начатую им в 1992 году работу и издать третий номерной альбом группы «Мираж» — «Не в первый раз». После успешного заключения договора издательство начало соответствующую работу и в 2008 году выпустило альбом в исполнении Екатерины Болдышевой. Алексей Горбашов записал гитарные партии для альбома. В защиту своей позиции Литягин обратился в суд, однако вскоре отказался от иска, вследствие чего Арбитражный суд города Москвы прекратил производство по делу. Легитимность альбома «Не в первый раз» подтвердил Хамовнический суд города Москвы, отказав 3 июля 2009 года Андрею Литягину в иске к торговой компании «Каприз» и издательству «Джем», которые занимались распространением альбома.

В 2008 году Андрей Литягин через решение суда запретил Алексею Горбашову и  Екатерине Болдышевой (Степановой), незаконно использовать название «Мираж» и музыкальные материалы.

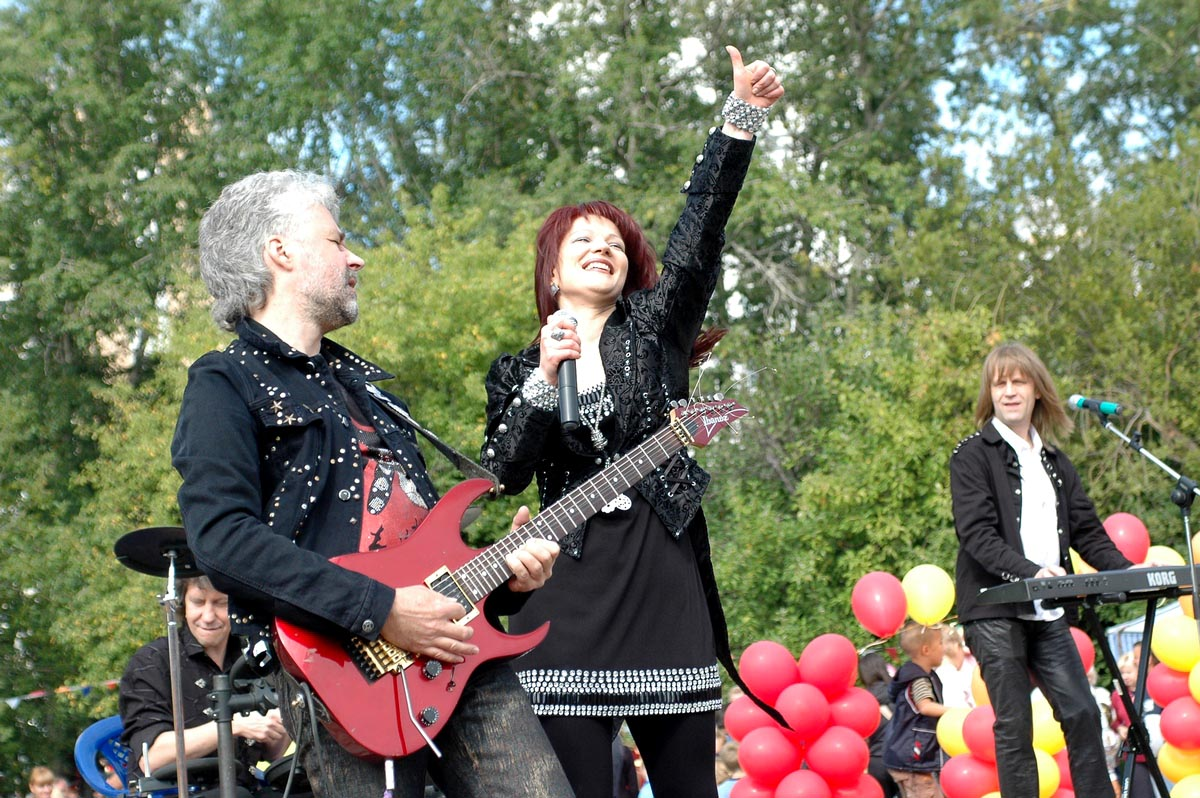
Алексей Горбашов и Екатерина Болдышева. Москва, 2011 год

В 2010—2012 годах Алексей Горбашов судился с Андреем Литягиным о признании его соавтором следующих песен второго альбома группы «Мираж»: «Музыка нас связала», «Снова вместе», «Наступает ночь», «Снежинка», «Море грез», «Я больше не прошу», «Новый герой», «Я снова вижу тебя», «Где я»; признании за ним права на получение доходов в размере 50% от совместного использования с Андреем Литягиным  как соавтора произведений с альбома и обязании Литягина выплачивать ему доходы в размере 50% в случае совместного использования музыкальных произведений, признании за ним права на получение доходов в размере 50% от совместного использования с Андреем Литягиным как соавтора произведений с альбома. Суд первой инстанции удовлетворил иск в части признания соавторства и права на получение доходов в размере 50% от совместного использования с Андреем Литягиным как соавтора произведений с альбома, а суд апелляционной инстанции оставил решение в силе, но Верховный суд РФ отменил решение суда первой инстанции и определение суда апелляционной инстанции.
В 2013 году представил некоторые новые песни Екатерины Болдышевой, с которой сотрудничает долгие годы. Новые песни вышли под псевдонимом Ms. Кэти. На одну из новых песен снят видеоклип «Ms.Кэти — Ради любви». Режиссёр клипа — Энтони Хёйскамп. Вторая песня проекта Ms. Кэти «Я люблю тебя, лысый!» стала интернет-хитом благодаря оригинальному мультфильму, созданному художниками Софьи Хасановой и Халыгом Салаевым.
В 2013 альбом «Не в первый раз» по результатам продаж достиг статуса Золотой диск. Издательство «Джем», издающее начиная с 1994 года все «классические» альбомы «Миража», вручило Золотой диск Алексею Горбашову и Екатерине Болдышевой, как исполнителям песен альбома.
В 2014 году Алексей Горбашов обвинил Андрея Литягина, что тот изводит бывших коллег исками и кляузами.

### Возвращение в «Мираж» (2016 — настоящее время)

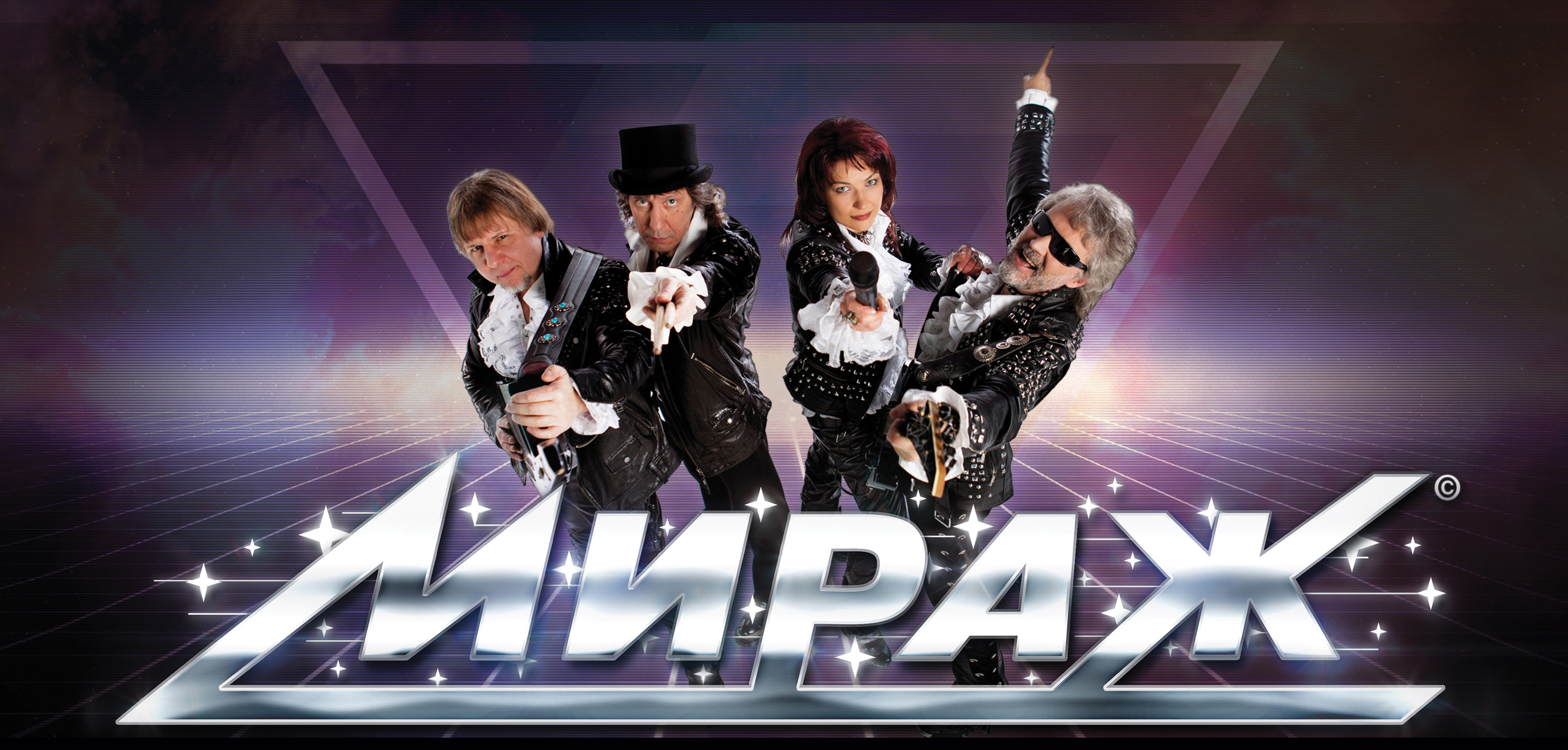
Группа «Мираж» в 2018 году

С 2016 года Алексей Горбашов гастролирует в составе группы «Мираж» с солисткой Екатериной Болдышевой. Коллектив обладает правом исполнения произведений из репертуара группы «Мираж» (включая песни авторства Валерия Соколова, таких как «Звёзды нас ждут», «Музыка нас связала», «Наступает ночь» и др.) и правом на использование товарного знака «МИРАЖ» в концертной деятельности.
2 января 2021 года Андрей Литягин передал товарный знак (бренд) «МИРАЖ» Алексею Горбашову.
В мае 2021 года Андрей Литягин и Алексей Горбашов учредили ООО «Мираж-Медиа», а в мае 2022 года правообладателем товарного знака «МИРАЖ» стал «Мираж-Медиа».

## Личная жизнь
Бывшая жена — Анна Германовна Горбашова (дев. Мазурина), художник. Сын — Антон, внуки — Дмитрий и Фёдор.
В фактическом браке с солисткой группы «Мираж» Екатериной Болдышевой.

## Награды
- 18 декабря 2006 года на традиционной новогодней встрече деловых кругов города Москвы выступление легендарной группы «Мираж» завершилось награждением Алексея Горбашова орденом Святого Николая II[20].
- В апреле 2007 года на церемонии награждения премиями за вклад в культуру и искусство «Лучшие из лучших» был награждён дипломом и медалью «Профессионал России».
- Имеет большое количество грамот, благодарностей и дипломов за благотворительную деятельность по организации мероприятий для детей-инвалидов, сирот, заключённых, военнослужащих[21].